# BFA Senior League
BFA Senior League – najwyższa w hierarchii klasa męskich ligowych rozgrywek piłkarskich na Bahamach, będąca jednocześnie najwyższym szczeblem centralnym (I poziom ligowy). Do 2008 roku rozgrywana była pomiędzy zwycięzcami New Providence Football League, Grand Bahama Football League i Abaco Football League.

## Zespoły w sezonie 2013
- Baha Juniors FC
- Boca FC
- Cavalier FC
- COB
- Dynamos FC
- IM Bears FC
- Lyford Cay Dragons FC
- Super Stars FC
- United FC
- VBS FC

## Zwycięzcy
- 1991/92 : Britam United
- 1992/93 : Britam United
- 1993/94 : Britam United
- 1994/95 : Britam United
- 1995/96 : Freeport F.C. 3-0 JS Johnson United
- 1996/97 : Cavalier FC (Nassau)
- 1997/98 : Cavalier FC (Nassau)
- 1998/99 : Cavalier FC (Nassau)
- 1999/00 : Abacom United FC (Marsh Town) 2-1 Cavalier FC (Nassau)
- 2000/01 : Cavalier FC (Nassau) 2-1 Abacom United (Grand Bahama)
- 2001/02 : finał nie został rozegrany
- 2002/03 : IM Bears FC (Nassau) 2-1 Abacom United (Grand Bahama) (asdet)
- 2003/04 : finał nie został rozegrany
- 2005 : finał nie został rozegrany
- 2005/06 : finał nie został rozegrany
- 2006/07 : finał nie został rozegrany
- 2007/08 : finał nie został rozegrany
- 2008/09 : IM Bears FC (Nassau)
- 2009/10 : IM Bears FC (Nassau)
- 2010/11 : IM Bears FC (Nassau)
- 2011/12 : IM Bears FC (Nassau)
- 2013    : IM Bears FC (Nassau)

- 2022–23: Western Warriors SC
- 2023–24: Western Warriors SC

## Statystyki

### Najwięcej zwycięstw
| Club             | Titles |
| ---------------- | ------ |
| Bears FC         | 6      |
| Britam United    | 4      |
| Cavalier FC      | 3      |
| Abacom United FC | 1      |
| Freeport F.C.    | 1      |